# Sha (arménien)
Pour les articles homonymes, voir Sha.
Cette page contient des caractères spéciaux ou non latins. S’ils s’affichent mal (▯, ?, etc.), consultez la page d’aide Unicode.
Sha, շա en arménien ([ʃɑ]), est la 23e lettre de l'alphabet arménien.

## Linguistique
Sha est utilisé pour représenter le son [ʃ].
Dans la norme ISO 9985, la lettre est translittérée par « š ».

## Représentation informatique
- Unicode[1] :
  - Capitale Շ : U+0547
  - Minuscule շ : U+0577